# Бонус (телесериал)
«Бо́нус» — российский молодёжный сериал. Содержит музыкальные вставки, в которых исполняются песни в стиле «рэп». Режиссёром выступила Валерия Гай Германика, сценаристом — Дмитрий Иванов.
Показ состоялся на видеосервисе Premier с 20 сентября по 20 декабря 2018 года.

## Сюжет
После драки с дагестанцами начинающий рэпер Бонус вместе со своим другом, наркодилером и наркоманом Гашиком, должны исчезнуть на несколько недель из родного посёлка Володаровки Астраханской области. Они решают отправиться в Москву, где Гашик попытается стать водителем сына бизнесмена, а Бонус — сделать себе карьеру рэп-исполнителя.

## В ролях

### Главные роли
| Актёр             | Роль                                                         |
| ----------------- | ------------------------------------------------------------ |
| Александр Сударев | Бонус (Ваня) (вокал: Александр Пархоменко); начинающий рэпер |
| Лана Райдер       | Соня возлюбленная Бонуса, дочь Владимира, сестра Курта       |
| Антон Адасинский  | Хромой (озвучивание: Владимир Епифанцев); alter ego Бонуса   |
| Артём Сучков      | Гашик (Денис) наркодилер, друг Бонуса, водитель Курта        |
| Дмитрий Смирнов   | Курт наркоман, сын Владимира, брат Сони                      |
| Александр Усердин | Владимир Вадимович бизнесмен, отец Сони и Курта              |
| Юлия Ауг          | мама Сони и Курта                                            |
| Кирилл Сафонов    | начальник охраны                                             |

### Второстепенные роли
| Актёр                | Роль                                       |
| -------------------- | ------------------------------------------ |
| Алексей Литвиненко   | Леонид жених Сони из Лондона               |
| Лариса Баранова      | Наташа секретарша Владимира, сестра Гашика |
| Александр Пархоменко | Антон                                      |
| Леонид Громов        | Григорий Иванович отец Бонуса              |
| Татьяна Клюкина      | мать Бонуса                                |
| Сергей Рыжков        | отчим Бонуса                               |
| Оксана Мысина        | мама Гашика                                |
| Аля Никулина         | бабушка Сони и Курта                       |
| Ольга Лапшина        | мать MC Бокса                              |
| Александр Розенблат  | MC Бокс                                    |
| Natan                | Natan                                      |
| Илья Кремнёв         | Столица                                    |
| Евгения Храповицкая  | Соня-2                                     |
| Игорь Верник         | Биг Бро руководитель рэп-студии            |
| Сергей Пахомов       | Чилим                                      |

## Создание
Проект был задуман ещё в конце 2010 года, но сами съёмки стартовали в 2013 году. На должность режиссёра рассматривались Пётр Буслов и Валерий Тодоровский, но в результате им стала Валерия Гай Германика. На исполнителя главной роли Бонуса пробовались Антон Завьялов (Ант) и Александр Пархоменко (Дуня), но впоследствии на роль был утверждён актёр Александр Сударев.
Съёмки сериала проходили в Москве, Подмосковье и Судаке (Крым). Автором всех рэп-текстов и музыки в сериале является рэпер Дуня (темы песен ему задавала режиссёр Валерия Гай Германика).
Премьера пилота сериала состоялась 26 апреля 2017 года в рамках внеконкурсной программы «Движение. Навстречу» V Национального кинофестиваля дебютов «Движение».

## Отзывы
Сериал получил преимущественно отрицательные отзывы в прессе.

«Нельзя назвать шедевром то, что очевидно плохо сделано. Пилотная серия «Бонуса», представленная на «Движении» — явный тому пример. В ней масса скучных сцен, убогие диалоги и вялая актёрская игра. «Бонус» — это не тот сериал, который хочется смотреть не отрываясь, под него лучше всего делать уборку, пылесосить, например»— Екатерина Шишикина, «Новый Омск»

«Всё снято дико интересно в плане ритмики, в плане диалогов. Но при этом кажется, во-первых, немного недорежиссированным — то есть сумбурным. А, во-вторых, это кажется немного бесперспективным, потому что эта история уже была сотни раз рассказана, а эти характеры довольно быстро приедаются, потому что речь идёт о стереотипах»— Егор Москвитин, кинокритик

«Уже через пять минут сериал делает прыжок в бездну предсказуемого подросткового мыла, коему место в сетке канала „Детский“. Пусть речь героев приходится запикивать чуть меньше чем наполовину, а остатки сводятся к тачкам, баблу и тёлочкам. <...>  Новизной сюжета „Бонус“ не блещет, актёры звёзд с неба не хватают, Германика лучшей своей формы не показала. »— Евгений Ухов, Film.ru

«Некогда надежда молодого русского кино Германика, которая с детства засыпала с постером Мэрилина Мэнсона, а сейчас ратует за православие, даже не скрывает, что для неё рэп — это вообще не родной жанр, поэтому так заметно, что она как режиссёр просто играет с этой эстетикой, не очень понимая самого течения. <...> Все эти танцы и слова смотрятся как телевизионные «Старые песни о главном», которые почему-то зачитываются речитативом. <...> Неясно, почему в него [в Бонуса] влюбляется московская мажорка Соня. Видимо, из-за того, что он постоянно молчит, а, значит, за умного сойдет на фоне болтовни его гоп-приятеля Гашика»— Максим Сухагузов, «Афиша»

«Не хочу никого осуждать, но работу режиссёра я представляю немного по-другому. Ни одной помарки на сценарии, ни разу не выйти на площадку к актёрам из своего вагончика. В нюансах я пытался проконсультировать: „Это неправильно, это нетрушно“. В ответ получал: „Ой, Саш, я всё знаю сама, у меня будет свой новый рэп, и я тебя научу!“. В какой-то момент я забил на эту тему — пишу музыкальные номера и всё. Могли сделать легендарно, я старался писать на века, а получилось, скажем так, с не очень понятными моментами. Но есть места, которыми я горжусь»— Дуня (Александр Пархоменко), автор песен в сериале